# Hex River
Der Hex River ist ein Wasserlauf in der südafrikanischen Provinz Western Cape. Die wichtigsten Siedlungen im Flussverlauf sind die Kleinstädte De Doorns und Touwsrivier.

## Beschreibung
Das Quellgebiet des Hex River liegt an den südlichen Abhängen der Bonteberg Mountains auf etwa 1000 m Höhe beim Hex-Pass, der zur Großen Karoo überleitet. In dieser Region entsteht sein Wasserlauf durch den Zusammenfluss mehrerer kleiner Gebirgsbäche. Die Berge können hier im Winter von Schnee bedeckt sein. Seine breite Talniederung wird weitgehend von Bergketten begleitet. Der Hex River mündet unweit der Stadt Worcester nördlich des Brandvlei Dam in den Breede River.
Das Tal zählt neben wenigen anderen Tälern zu den wasserreichsten Regionen in der Kapregion. Diese Verhältnisse beruhen auf den zahlreichen dauerhaften Bergbächen in den niederschlagsreichen Hex-River-Bergen und Kwadouwsbergen. Die verzögerte Besiedlung durch europäische Einwanderer trotz vorteilhafter Verhältnisse für die Landwirtschaft hat in der ungünstigen verkehrsgeografischen Lage ihre Ursache.
Das Hex-River-Tal verfügt über 5200 Hektar bewässerte Landwirtschaftsfläche, die zu etwa 86 Prozent zum Anbau von Zitronen genutzt wird. Zudem werden etwa 450 Bohrlöcher zur Gewinnung von Grundwasser genutzt, im Durchschnitt mit einer Schüttungsmenge von 5 Litern pro Sekunde.
Wichtige Zuflüsse des Hex River sind der Amandels River und der Sanddrift River.

## Hydrometrie
Die Abflussmenge des Hex River wurde am Pegel Glen Heatlie über die Jahre 1980 bis 2021 in m³/s gemessen.

## Kultur- und Siedlungsgeschichte des Tales
Die frühesten europäischen Besiedlungen gab es hier seit dem 18. Jahrhundert. Um 1700 haben bereits Treks der Buren das Tal in Richtung Große Karoo passiert. Das Tal war von Kapstadt aus schwierig und nur über Umwege erreichbar. Dazu war ein weiter Bogen nach Norden erforderlich, der durch das Tulbagh-Becken und die Nuwekloof (Kl. Berg River) führte, ab 1835 auch über den Bainskloof-Pass. Im Jahre 1944 konnte nach Bauarbeiten die Straße von Worcester nach Paarl und Kapstadt über den Du-Toitskloof-Pass befahren werden.
Der Bau der Eisenbahnstrecke nach Kimberley lieferte den Anstoß für den Bewässerungsfeldbau im Hex-River-Tal. Bereits früh etablierte sich hier eine ausgedehnte Obstbaulandwirtschaft, die später über ihre Region hinaus bekannt wurde. Der weitere Verkehrswegebau, besonders von Straßen, förderte hier die Entwicklung der Landwirtschaft in erheblichem Maße.

## Umweltprobleme
Die umfangreiche Entfernung der Ufervegetation und die Modifizierung des natürlichen Flussverlaufes und der Kanalverläufe durch Sandsteingeröllabbau haben die Integrität der unteren Hex- und Smalblaar-Flusssysteme beeinträchtigt.
Obstplantagen und Weinberge erstrecken sich bis in die Uferzonen der Flüsse Dwars, Hex und dem oberen Breede. Deren Anlage hat zu einem Vordringen fremder invasiver Vegetation und zu Erosionserscheinungen im Bereich der Flussufer geführt. Zur Besserung der Situation werden die Wiederherstellung von Retentionsflächen, ferner eine starke Reduzierung von Bulldozer-Aktivitäten zur Umgestaltung der Landoberfläche empfohlen und im gesamten Einzugsgebiet des Hex River wäre ein verbessertes Landnutzungsmanagement erforderlich.

## Wasserreservoirs im Einzugsgebiet
Der Hex River besitzt, genauso wie sein wasserreicher Nebenfluss der Amandels River, keine eigenen Stauanlagen zur Wassergewinnung. Im Oberlauf des Sanddrift River (Sanddriftskloof) gibt es zwei Staudämme, der Lakenvallei Dam (10,230 Mio. Kubikmeter) bei Ceres und der Roode Elsberg Dam (7,733 Mio. Kubikmeter). Ihre Staukapazität führt in der Sommerzeit zu sehr niedrigen Wasserständen bis zum Trockenfallen des Unterlaufs.

## Verkehrsinfrastruktur
Im Tal des Hex River verläuft die Fernstraße N 1, eine wichtige Magistrale in Südafrika. Sie bietet dem motorisierten Verkehr eine leistungsfähige Straßenverbindung zwischen Kapstadt und Johannesburg. Parallel zu ihr verläuft die Eisenbahnstrecke Worcester–Beaufort West–Kimberley mit dem Hex-River-Tunnel.